# Bing shopping
Bing Shopping（ビング ショッピング）とは、Ajaxを使用した、通信販売の1つであり、Windows Liveサービスの1つである。「Windows Live Shopping」として始まり、ベータテストを終了後に一時サイトは閉鎖されたが、「Bing Shopping」という名称でサービスを再開した。現在は日本でも提供されている。

## 特徴
- 7,000のショップと4000万の製品が登録されている。
- 価格、人気、および評価の表示。
- Ajaxを使用した、ドラッグアンドドロップ。
- 買い物リストの共有。
- 検索システムは、Bingを採用している。

## 機能
- ブランドや、価格の範囲、販売店等を指定できる。
- 製品名にマウスのポインタを合わせると、製品の詳細な情報が得られる。
- 各製品ごとに評価がされている。
- 製品名をクリックすると、「製品の詳細」「価格の比較」「製品の評価」が参照できる。